# 泉佐野駅
泉佐野駅（いずみさのえき）は、大阪府泉佐野市上町三丁目にある南海電気鉄道の駅。駅番号はNK30。

## 概要
泉佐野市の中心駅であり、市内では最も乗降人員が多い。特急「ラピート」「サザン」を含めた全列車が停車する。
南海本線と空港線の2路線が乗り入れている。このうち空港線は当駅が起点であるが、ほとんどの列車が南海本線なんば方面と直通する。
和歌山市方面と関西空港方面との間はこの駅で乗換となる。南海本線の区間急行はこの駅以南で各駅に停車する。平日夕方以降の殆どの和歌山市駅行きの区間急行はこの駅で特急「サザン」と緩急接続を行う。
堺駅・泉大津駅・岸和田駅とともに、緩急接続がほぼ終日行われている。日中は当駅を出たほとんどの普通車は上り列車が岸和田駅まで先着する。下り列車は2本は和歌山市駅まで、2本は尾崎駅まで先着する。

## 歴史

### 年表
- 1897年（明治30年）10月1日：南海鉄道が堺駅 - 佐野駅間で開業した際に、佐野駅として開業。開業後1ヶ月間は終着駅であった。
- 1897年（明治30年）11月9日：南海鉄道が当駅から尾崎駅まで延伸、途中駅となる。
- 1944年（昭和19年）6月1日：会社合併により近畿日本鉄道の駅となる。
- 1947年（昭和22年）6月1日：路線譲渡により南海電気鉄道の駅となる。
- 1948年（昭和23年）4月1日：佐野町の市制施行（泉佐野市へ改称）により、泉佐野駅に改称。
- 1968年（昭和43年）10月1日：特急の停車駅から除外される[1]。
- 1985年（昭和60年）11月1日：約17年ぶりに、再び特急停車駅に昇格。
- 1991年（平成3年）12月12日：高架化工事着工[2]。
- 1994年（平成6年）6月15日：南海空港線開業。
- 2002年（平成14年）5月26日：上り線のみ高架化[3]。
- 2005年（平成17年）11月27日：下り線高架化（暫定的に完全高架化）。
- 2006年（平成18年）
  - 4月18日：新型駅売店「nasco+」（ナスコ・プリュス）が開店。
  - 4月19日：新駅舎完成。
- 2007年（平成19年）6月19日：改札口から駅東への連絡地下道を封鎖し、地上部を通る仮自由通路に切り替え。
- 2008年（平成20年）10月1日：高架化工事・駅前広場およびラッチ外コンコース（駅東西連絡自由通路）の整備工事が完成。
- 2012年（平成24年）4月1日 ：駅ナンバリングが導入され、使用を開始[4][5]。
- 2024年（令和6年）：発車案内装置をLCD式に更新

### 高架化工事
関西空港アクセスを契機に、高架化工事が進められた。用地買収が遅れ、結局工事の完成は15年近くずれ込むこととなった。そのため、空港線開業後しばらくは空港線下り線と本線上り線が、平面交差していた。地上駅時代には、島式2面4線のホームとともに、南海電鉄の駅でも数少ない地下駅舎が存在したが、全面高架化とともに閉鎖された。
高架化工事の全面完成時には4面5線となる予定であると公式に発表されていたが、当初の予定から山側のホームが削除された3面4線という形で工事は完了した。

### 鉄道唱歌
鉄道唱歌第5集（関西・参宮・南海篇）（1900年（明治33年）作詞）57番の歌詞にて、当駅が登場する。
佐野の松原貫之が 歌に知られし蟻通 蟻のおもひにあらねども とゞく願ひは汽車の恩

## 駅構造
待避設備を備えた島式3面4線のホームを持つ高架駅である。南海本線と空港線は方向別にホームを共用する。なお、関西空港方面から和歌山市方面、あるいはその逆へは4,3番線を介して対面乗り換えが可能な構造（通称:「ホーム・ツー・ホーム乗り換えサービス」）となっている。
空港線の起点駅であるため、1番のりば中央付近の向かい側に、同線の0キロポストが設置されている。ホーム自体は10両編成分あるが、現在の停車列車は8両編成以下である。このため、両端1両分ずつは柵で仕切られており、立ち入りできない。
列車の出発時には、全列車に対して出発時機合図（≒発車ベル）が鳴動する。
当駅は、駅長が配置され、鶴原駅 - 樽井駅の各駅とりんくうタウン駅を管轄している。
駅周辺に南海線列車区泉佐野エリアの事務所が所在するため、終日にわたり当駅で乗務員交代が行われる。

### のりば
| のりば | 路線          | 方向 | 行先                                                                                         | 備考                                                                                         |
| ------ | ------------- | ---- | -------------------------------------------------------------------------------------------- | -------------------------------------------------------------------------------------------- |
| 1      | 南海線 空港線 | 下り | 和歌山市・ 関西空港方面                                                                      |                                                                                              |
| 2      | 南海線 空港線 | 下り | 和歌山市・ 関西空港方面                                                                      | 下り本線到着列車の乗降は通常このホームから                                                   |
| 3      | 南海線 空港線 | 下り | 和歌山市・ 関西空港方面                                                                      | 降車および4番のりばからの乗り換えホーム                                                      |
| 4      | 南海線        | 上り | 5番のりば到着列車からの降車、および3番のりばへの乗り換え専用ホーム。このホームからは乗車不可 | 5番のりば到着列車からの降車、および3番のりばへの乗り換え専用ホーム。このホームからは乗車不可 |
| 5      | 南海線        | 上り | なんば方面                                                                                   | 上り本線到着列車の乗降は通常このホームから                                                   |
| 6      | 南海線        | 上り | なんば方面                                                                                   |                                                                                              |

2番のりばと3番のりば、および4番のりばと5番のりばは、それぞれ線路を共有しており、列車は両側の扉を開けることが可能な構造となっている。ただし、阪神尼崎駅と違い、列車の通り抜けは車椅子・ベビーカーを除いて禁じられている。
また、和歌山市駅・関西空港駅方に上り線から下り線へ入れる渡り線がある。

### 配線図
| ← 阪和線 天王寺方面 ← 南海本線 難波方面 | 日根野駅・長滝駅・泉佐野駅・羽倉崎駅・りんくうタウン駅・関西空港駅 配線略図 | → 阪和線 和歌山方面 → 南海本線 和歌山市方面 |
| 凡例 出典:                              |                                                                             |                                             |

## 利用状況
2023年（令和5年）度の1日平均乗降人員は21,968人で、南海の駅（100駅）では中百舌鳥駅に次いで13位、南海本線（今宮戎駅・萩ノ茶屋駅を除く41駅）では難波駅・新今宮駅・天下茶屋駅・堺駅・泉大津駅に次ぐ6位。
各年度・年次の1日平均利用状況は下表の通り。
| 年度/年次          | 年度別   | 年度別 | 年度別 | 年次別   | 年次別   | 年次別   | 出典       | 出典          |
| 年度/年次          | 乗降人員 | 増減率 | 順位   | 乗車人員 | 降車人員 | 乗降人員 | 南海       | 大阪府        |
| ------------------ | -------- | ------ | ------ | -------- | -------- | -------- | ---------- | ------------- |
| 1990年（平成02年） |          |        |        | 15,499   | 15,469   | 30,968   |            | [ 大阪府 1 ]  |
| 1991年（平成03年） |          |        |        | 15,499   | 15,567   | 31,066   |            | [ 大阪府 2 ]  |
| 1992年（平成04年） |          |        |        | 15,102   | 15,297   | 30,399   |            | [ 大阪府 3 ]  |
| 1993年（平成05年） |          |        |        | 14,782   | 14,992   | 29,774   |            | [ 大阪府 4 ]  |
| 1994年（平成06年） |          |        |        | 14,784   | 14,955   | 29,739   |            | [ 大阪府 5 ]  |
| 1995年（平成07年） |          |        |        | 14,104   | 14,222   | 28,326   |            | [ 大阪府 6 ]  |
| 1996年（平成08年） |          |        |        | 13,609   | 13,679   | 27,288   |            | [ 大阪府 7 ]  |
| 1997年（平成09年） |          |        |        | 12,544   | 12,697   | 25,241   |            | [ 大阪府 8 ]  |
| 1998年（平成10年） |          |        |        | 12,020   | 12,504   | 24,524   |            | [ 大阪府 9 ]  |
| 1999年（平成11年） |          |        |        | 11,438   | 12,192   | 23,630   |            | [ 大阪府 10 ] |
| 2000年（平成12年） |          |        |        | 11,174   | 11,959   | 23,133   |            | [ 大阪府 11 ] |
| 2001年（平成13年） |          |        |        | 10,865   | 11,608   | 22,473   |            | [ 大阪府 12 ] |
| 2002年（平成14年） |          |        |        | 10,696   | 11,397   | 22,093   |            | [ 大阪府 13 ] |
| 2003年（平成15年） |          |        |        | 10,473   | 11,135   | 21,608   |            | [ 大阪府 14 ] |
| 2004年（平成16年） |          |        |        | 10,353   | 11,006   | 21,359   |            | [ 大阪府 15 ] |
| 2005年（平成17年） |          |        |        | 10,367   | 11,028   | 21,395   |            | [ 大阪府 16 ] |
| 2006年（平成18年） |          |        |        | 10,425   | 11,073   | 21,498   |            | [ 大阪府 17 ] |
| 2007年（平成19年） |          |        |        | 10,463   | 11,090   | 21,553   |            | [ 大阪府 18 ] |
| 2008年（平成20年） |          |        |        | 10,597   | 11,165   | 21,762   |            | [ 大阪府 19 ] |
| 2009年（平成21年） |          |        |        | 10,428   | 10,867   | 21,295   |            | [ 大阪府 20 ] |
| 2010年（平成22年） |          |        |        | 10,475   | 10,901   | 21,376   |            | [ 大阪府 21 ] |
| 2011年（平成23年） |          |        |        | 10,517   | 10,924   | 21,441   |            | [ 大阪府 22 ] |
| 2012年（平成24年） |          |        |        | 10,780   | 11,203   | 21,983   |            | [ 大阪府 23 ] |
| 2013年（平成25年） | 22,555   | 2.6%   | 13位   | 11,046   | 11,510   | 22,556   | [ 南海 1 ] | [ 大阪府 24 ] |
| 2014年（平成26年） | 22,303   | -1.1%  | 13位   | 10,921   | 11,382   | 22,303   | [ 南海 1 ] | [ 大阪府 25 ] |
| 2015年（平成27年） | 23,078   | 3.5%   | 14位   | 11,367   | 11,734   | 23,101   | [ 南海 1 ] | [ 大阪府 26 ] |
| 2016年（平成28年） | 23,462   | 1.7%   | 13位   | 11,551   | 11,912   | 23,463   | [ 南海 2 ] | [ 大阪府 27 ] |
| 2017年（平成29年） | 23,954   | 2.1%   | 12位   | 11,871   | 12,084   | 23,955   | [ 南海 3 ] | [ 大阪府 28 ] |
| 2018年（平成30年） | 24,360   | 1.7%   | 12位   | 12,116   | 12,242   | 24,358   | [ 南海 4 ] | [ 大阪府 29 ] |
| 2019年（令和元年） | 24,494   | 0.6%   | 12位   | 12,068   | 12,452   | 24,520   | [ 南海 5 ] | [ 大阪府 30 ] |
| 2020年（令和02年） | 17,961   | -26.7% | 14位   | 8,844    | 9,117    | 17,961   | [ 南海 6 ] | [ 大阪府 31 ] |
| 2021年（令和03年） | 18,171   | 1.2%   | 14位   | 8,942    | 9,230    | 18,172   | [ 南海 7 ] | [ 大阪府 32 ] |
| 2022年（令和04年） | 20,115   | 10.7％ | 14位   | 9,857    | 10,259   | 20,116   | [ 南海 8 ] | [ 大阪府 33 ] |
| 2023年（令和05年） | 21,968   | 9.2%   | 13位   |          |          |          | [ 南海 9 ] |               |

## 駅周辺
改札口は1ヶ所のみで、改札階は東西自由通路よりも幾分高い位置（中2階）となっている。改札階から各ホームへもエレベーター・エスカレーターで結ばれており、バリアフリー化されている。

### 駅ビル内施設
- ショップ南海 泉佐野
  - 泉佐野市観光案内センター
  - 南海ウイングバス定期券発売所
  - 泉佐野駅前市民サービスセンター
  - 泉佐野市消費生活センター
- 三菱UFJ銀行 ATMコーナー

### 東口
駅東側には、バス・タクシーターミナルやスーパーマーケット・銀行・信用金庫などがある。かつて「泉佐野市民会館事件」の舞台となった市民会館が存在したが、1996年に市役所付近に泉佐野市立文化会館「泉の森ホール」が設けられたことによりその役目を終えた。跡地はコインパーキング等になっている。
また、南海商事の運営する「ショップ南海 泉佐野」もかつては東口側に存在し、パン屋・すし屋・書店等が入居していたが、先述の駅前広場拡張工事に伴い閉鎖、2007年秋に解体された。その後テナントを全面的に入れ替えた上で駅ビル内に再オープンしている。
- 南海泉佐野ビル（南海線列車区泉佐野支区のほか、紀陽銀行ATMコーナー・飲食店・眼科医院・薬局などが入居）
- 泉佐野市役所
- 泉佐野市総合文化センター
  - 泉佐野市立文化会館（エブノ泉の森ホール）
  - レイクアルスタープラザ・カワサキ歴史館いずみさの
  - レイクアルスタープラザ・カワサキ中央図書館
  - レイクアルスタープラザ・カワサキ生涯学習センター
- 泉佐野市佐野公民館（佐野公民館図書館）
- 大阪府立佐野工科高等学校
- 大阪府立佐野高等学校
- 三井住友銀行 ATMコーナー
- 日本郵便 泉佐野郵便局（集配局・ゆうゆう窓口併設）
- 日本政策金融公庫 泉佐野支店
- 大阪府泉佐野警察署
- 佐野簡易裁判所
- 大阪信用金庫 泉佐野支店
- 第一ゼミナール 泉佐野校
- 明光義塾 泉佐野教室
- 馬渕教室 中学受験コース泉佐野校
- 立志館ゼミナール 泉佐野校
- いずみさの駅上商店街
- 泉佐野センタービル
  - 泉佐野センターホテル
- 泉佐野パレード
  - 松源 パレード泉佐野店
  - スポーツクラブ・葬祭場・パチンコ店・メディカルモール等
- 南都銀行 泉佐野支店
- 関空泉佐野ファーストホテル
- ベルビューガーデンホテル関西空港（旧称「ホリディ・イン関西空港」→「ラマダ関西空港ホテル」）
- 日本郵便 泉佐野高松郵便局

### 西口

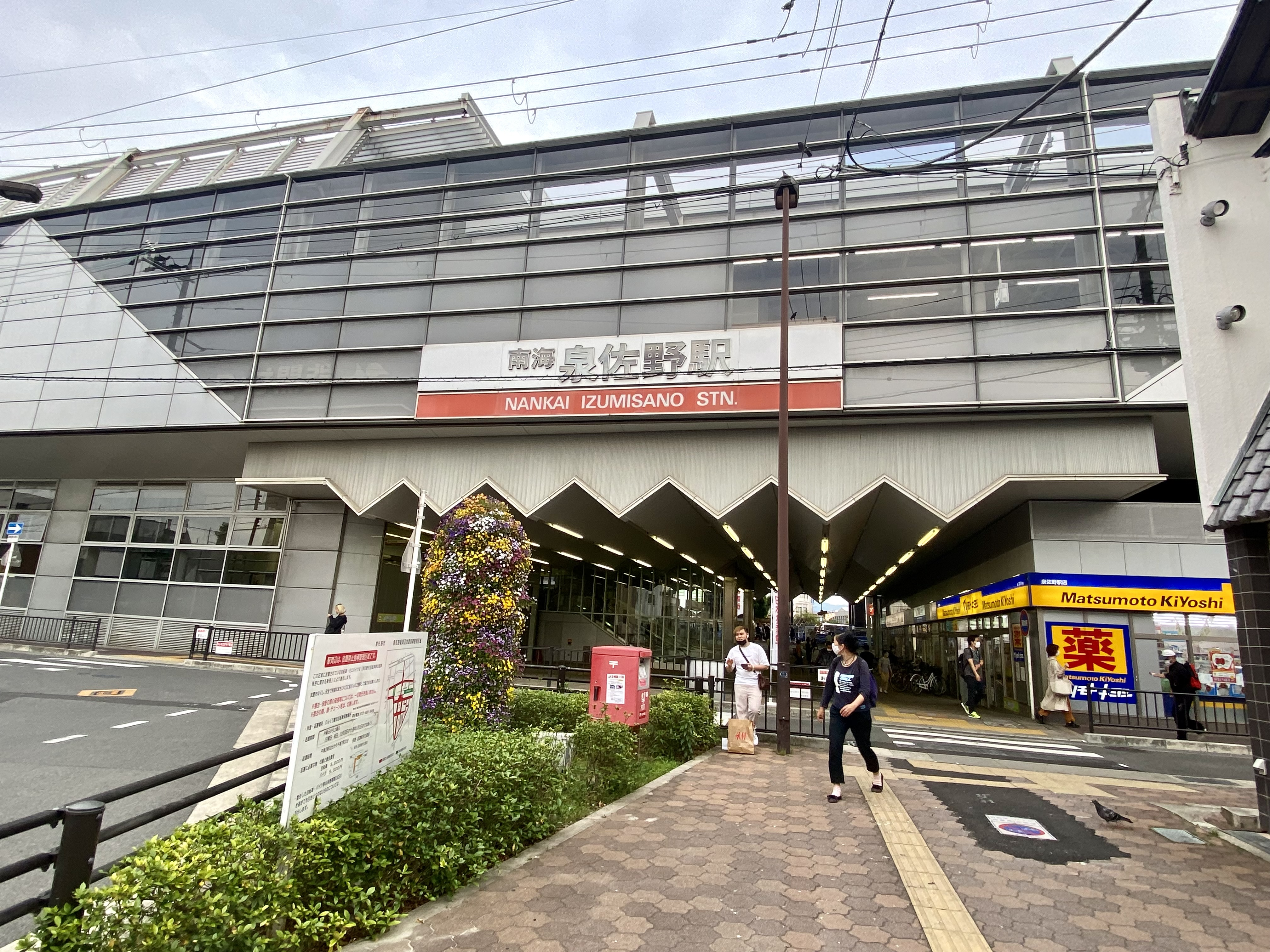
西口

駅西側には、いずみさのコミュニティバスの泉佐野駅西口前停留所があり、孝子越街道へ向けて駅前通り商店街が延びている。駅直近には銀行、ビジネスホテル、学習塾、飲食店などがある。また、駅西側にはかつて漁業や廻船業などで繁栄した佐野村の本集落（佐野町場）が広がり、迷路のような街路と古い家並みがよく残っている。
- 能開センター 泉佐野校
- りそな銀行 佐野支店
  - 関西みらい銀行 佐野支店（りそな銀行店舗内）
- 池田泉州銀行 泉佐野支店
- エアポートホテル・プリンス（ビジネスホテル）
- 駅前通り商店街
- 孝子越街道（つばさ通り商店街・春日通り商店街）
- 泉佐野ふるさと町屋館（旧新川家住宅）
- 日本郵便 泉佐野若宮郵便局

## バス路線
南海ウイングバスの路線が駅前バスターミナルへ乗り入れている。停留所名は「泉佐野駅前」。一般路線のほか、いずみさのコミュニティバス（いずみさの観光周遊バスおよびいずみさの・たじりコミュニティバスも含む）も同社が運行する。
南海バスの深夜バス路線もあるが、2021年以降運休している。
一般路線は泉佐野市内のほか、熊取町内へ向かうものある。かつては関西空港行きのバスが終日設定されていたり、東佐野駅方面や新家駅・一丘団地方面へ行くバスも設定されていたが、南海電鉄バス時代または分社化直後（一部分社化後）に廃止された。
| のりば | 路線名                 | 系統・行先                   | 備考                                                         |
| ------ | ---------------------- | ---------------------------- | ------------------------------------------------------------ |
| 1      | 南海熊取ニュータウン線 | 742系統：熊取ニュータウン    | 関西医療大学の授業日は朝に急行便（熊取駅前のみ停車）を運行   |
| 1      | 府営熊取団地線         | 743系統：大阪体育大学前      | 朝夕3本のみ運行                                              |
| 1      | 府営熊取団地線         | 788系統：つばさが丘北口      | 日中のみ運行                                                 |
| 1      | 府営熊取団地線         | 789系統：つばさが丘北口      | 夕方3本のみ運行。大阪体育大学は経由しない                    |
| 1      | 熊取山手線             | 746系統：山の手台・小谷方面  | 平日4本・土休日2本のみ運行                                   |
| 1      | 熊取山手線             | 746C系統：山の手台・小谷方面 | 平日夜1本のみ運行。野田中央で運転を打ち切る                  |
| 1      | 熊取山手線             | 796系統：山の手台・小谷方面  | 平日夕方2本のみ運行。循環後、2回目の熊取駅前で運転を打ち切る |
| 2      | 犬鳴線                 | 721系統：犬鳴山              | 平日7時台1本のみ運行。野々地蔵経由                           |
| 2      | 犬鳴線                 | 722系統：久の木              | 平日7時台1本のみ運行                                         |
| 2      | 犬鳴線                 | 723系統：犬鳴山              |                                                              |
| 2      | 犬鳴線                 | 724系統：日根野駅前          | 平日最終便のみ                                               |

### コミュニティバス
上述通り、全て南海ウイングバスの委託運行。詳細は該当記事参照。
- いずみさのコミュニティバス
  - 平日・土曜のみ運行。北回り・中回り・南回りの3つがある。北回りの経路上には「泉佐野駅西口前」停留所もある。
- いずみさの観光周遊バス
  - 日曜・祝日のみ運行。時計回りのAコースと反時計回りのBコースがあり、両方向を交互に運行している。
- いずみさの・たじりコミュニティバス
  - 平日・土曜のみ運行。

## 隣の駅
南海電気鉄道
 南海本線
■特急「サザン」
岸和田駅 (NK24) - 泉佐野駅 (NK30) - 尾崎駅 (NK37)
■急行（-急行-は当駅止まり）
貝塚駅 (NK26) - 泉佐野駅 (NK30) - 尾崎駅 (NK37)
■区間急行（当駅 - 和歌山市駅間の各駅に停車）
貝塚駅 (NK26) - 泉佐野駅 (NK30) - 羽倉崎駅 (NK33)
■準急（難波行きのみ運転）・■普通
井原里駅 (NK29) - 泉佐野駅 (NK30) - 羽倉崎駅 (NK33)
 空港線
- ■特急「ラピート」停車駅

■空港急行
貝塚駅（南海本線） (NK26) - 泉佐野駅 (NK30) - りんくうタウン駅 (NK31)
■普通
井原里駅（南海本線） (NK29) - 泉佐野駅 (NK30) - りんくうタウン駅 (NK31)

### 記事本文